# Calum Worthy
Calum Worthy (* 28. ledna 1991 Victoria, Britská Kolumbie) je kanadský herec, spisovatel a producent. Poprvé vystupoval v televizi v devíti letech, kdy hostoval v seriálu Night Visions. V deseti letech hrál v šesti epizodách seriálu I Was a Rat. Hrál celkem v 50 filmech a televizních seriálech v Kanadě, USA, Velké Británii, Austrálii a v Singapuru. Byl nominován na „nejmladšího herce“ v letech 2004 a 2010. Jeho nejznámější role je Dez, jedna z hlavních postav v seriálu Austin a Ally.

## Filmografie
| Seriál        | Seriál           | Role | rok       |
| ------------- | ---------------- | ---- | --------- |
| Český název   | Originální název | Role | rok       |
| Austin a Ally | Austin & Ally    | Dez  | 2011-2016 |

| Film                 | Film             | rok  |
| -------------------- | ---------------- | ---- |
| Český název          | Originální název | rok  |
| Souboj s Antikristem | Rapture-Palooza  | 2013 |